# Repostería de China
La repostería china consiste en pasteles, tartas, aperitivo y postres, principalmente de origen chino, aunque algunos proceden de recetas occidentales. Entre los artículos más frecuentes se encuentran el pastel de luna, el pastel de sol, la tartaleta de huevo y el pastelillo de esposa. Las panaderías chinas que elaboran estos productos se encuentran en países con mayoría china y en los barrios chinos de todo el mundo. Estos establecimientos pueden servir también té, café y otras bebidas.

## Tipos de repostería
Aunque hay un gran solapamiento entre los productos vendidos en panaderías de estilo hongkonés y de estilo taiwanés, siguen quedan importantes diferencias entre ambos tipos. Por ejemplo, la tarta de pan y la tartaleta de piña feron desarrolladas en panaderías de estilo taiwanés, mientras el bollo de cola de gallo es un producto de estilo hongkonés. Las panaderías hongkonesas tienen más influencia occidental debido a los 150 años de gobierno británico que finalizaron en 1997. También existen diferencias regionales en ciudades extranjeras con gran población china, especialmente en Asia.

## Pasteles de origen oriental
- Bollo de buey.
- Bollo de cola de gallo: dulces y rellenos de coco rallado.
- Bollo de crema.
- Bollo de jamón y huevo.
- Bollo de mantequilla de cacahuete.
- Bollo de piña: no contiene piña, sino que toma su nombre del aspecto de su cubierta, que es una corteza tierna, crujiente, dulce y dorada; puede ir rellena con crema y anko.
- Bollo de semilla de loto.
- Cha siu baau: un bollo hecho al vapor o al horno relleno con cerdo asado y cebolla.[1]
- Galleta de almendra: una galleta dorada y delicada con un ligero sabor a almendra.
- Jin deui.
- Jia nu bing.
- Nuomici: un dumpling de arroz glutinoso dulce con diferentes rellenos, como anko, pasta de sésamo negro y cacahuete.
- Panecillo de salchicha.
- Pastel de azúcar blanco.
- Pastel de luna: las versiones tradicionales son pesados pasteles rellenos con pasta de semilla de loto, a veces con una o dos yemas en el centro; las versiones modernas han alterado tanto la masa exterior como el relleno.
- Pastel envuelto en papel: esponjoso y ligero, es un simple chifón envuelto en papel.
- Pastelillo de esposa: un pastel redondo y quebradizo con un centro de pasta blanca traslúcida de melón de invierno.
- Rollo de plátano.
- Sachima.
- Sou.
- Tartaleta de piña (鳳梨酥): un bloque redondo o rectangular de pasta brisa relleno con mermelada de piña.
- Triángulo de curri.
- Zongzi.

## Pasteles de influencia occidental
- Bollo mexicano.
- Brazo de gitano.
- Milhojas.

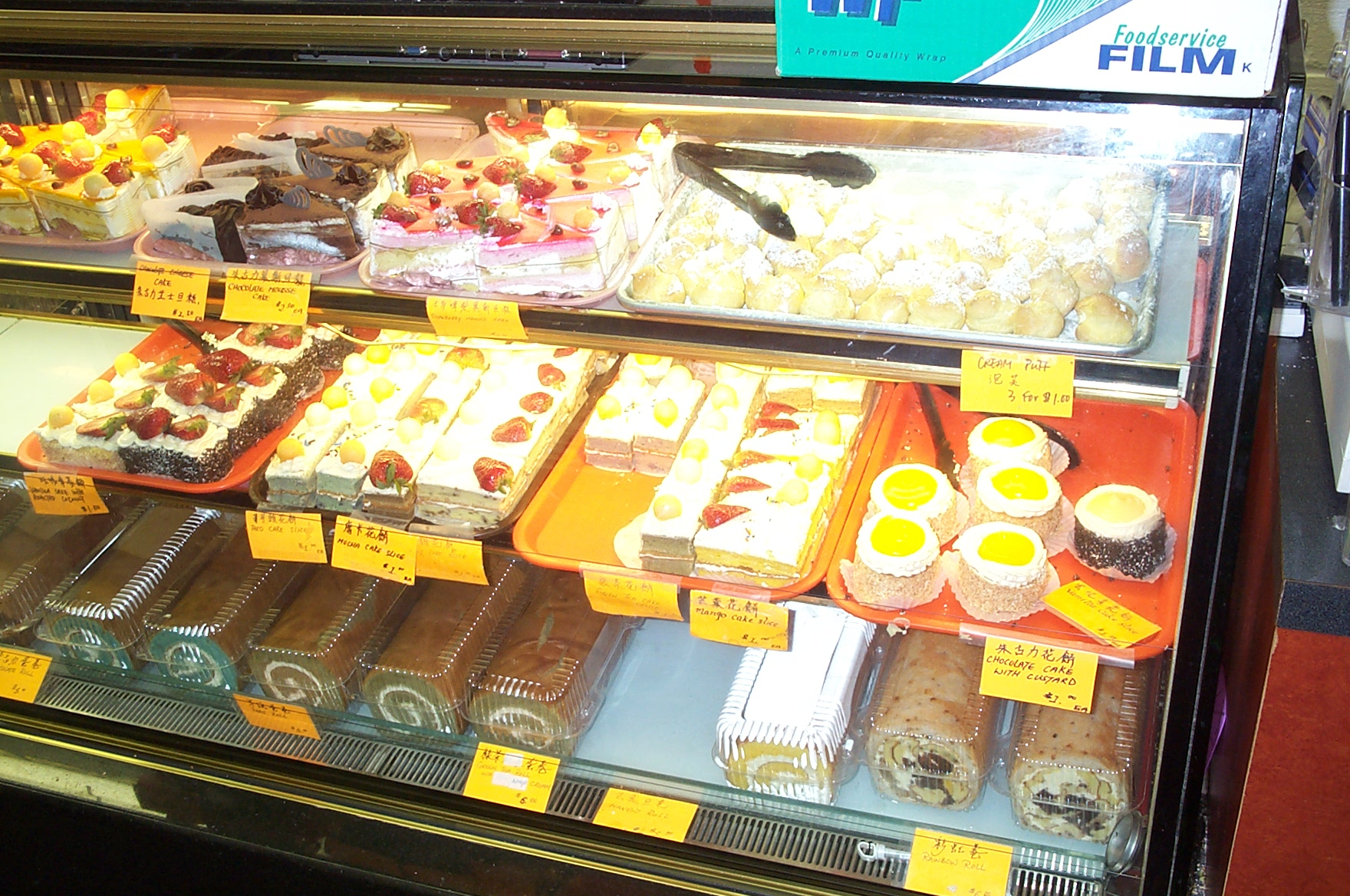
Sección de pasteles de influencia occidental.

- Tartaleta de huevo: Una delicada tartaleta con un relleno de crema de huevo ligeramente dulce y dorado.[2]
- Tartas de Maxim's.

## Bebidas
- Café: servido normalmente con nata clara.
- Té.
- Té con leche: té negro endulzado con leche evaporada.
- Té de burbujas (boba): té con leche servido con grandes perlas de tapioca.
- Yuanyang: una mezcla de té y café popular en Hong Kong.